# Guido di Amiens
Guido (Guy) di Amiens, o Guido di Ponthieu (1014 circa – 22 dicembre 1074 o 1075), fu vescovo di Amiens dal 1058 alla morte.

## Biografia
Era il secondo figlio di Enguerrand I, conte di Ponthieu, e di una donna ignota.
Destinato alla carriera religiosa, suo padre lo inviò a formarsi all'abbazia di Saint-Riquier, in compagnia del fratello Folco. Secondo Hariulfo di Oudenbourg, cronista dell'abbazia, era uno degli allievi più brillanti dell'abate Angilramno. 
Guido divenne canonico della cattedrale di Amiens, probabilmente durante il vescovato di Folco II (1030-1058). Ricevette la nomina ad arcidiacono (probabilmente del Ponthieu) verso il 1045, diventando uno stretto collaboratore del vescovo. In questa veste entrò in conflitto con i monaci di Corbie, che cercavano di sottrarsi alla giurisdizione della diocesi.

### Carriera episcopale
Alla morte di Folco II, nel 1058, Guido gli succedette sul seggio episcopale: subito dopo la consacrazione, moltiplicò le proprie reprimende contro Corbie. L'appello rivolto dall'abbazia a papa Alessandro II mise in difficoltà il vescovo di Amiens: il pontefice ordinò a Gervais de Belleme, arcivescovo di Reims, da cui la diocesi di Amiens dipendeva, la decadenza temporanea dalla carica di Guido. Quest'ultimo dovette infine sottomettersi e riconoscere definitivamente l'esenzione di Corbie ricevendone in compenso, come d'uso, un terreno.
Una delle sue prime azioni da vescovo fu assistere a Reims all'incoronazione del giovane Filippo I, il 23 maggio 1059. In seguito fu regolarmente presente alla corte reale. Era in buoni rapporti anche con la corte d'Inghilterra, ed ebbe in dono dalla regina Edith del Wessex un prezioso paramento per l'abate di Saint-Riquier, Gervino.
Il cronista Orderico Vitale, scrivendo circa mezzo secolo dopo, racconta che Guido avrebbe accompagnato la duchessa di Normandia duchessa Matilde di Fiandra in Inghilterra per l'incoronazione, nel maggio 1068, dopo la conquista normanna.; secondo lo storico britannico Frank Barlow, benché possibile, non ne esiste alcuna altra prova, oltre la testimonianza di Orderico, nei documenti relativi all'incoronazione.
Morì il 22 dicembre 1074 o 1075.

## Autore delCarmen?
Orderico Vitale nella sua cronaca Historia ecclesiastica attribuisce a Guido un poema sulla battaglia di Hastings (1066) e fornisce una descrizione dell'opera. Quando nel 1826 lo storico Georg Heinrich Pertz scoprì, in un manoscritto del 1100 circa, un lungo poema in latino, incompleto e anonimo, corrispondente alla descrizione che ne dava Orderico Vitale, mise rapidamente in connessione le due cose: si trattava del Carmen de Hastingae Proelio, la più antica fonte scritta sull'invasione. L'attribuzione parve probabile in quanto il prologo del poema è dedicato da W. a L., e gli storici non trovarono allora alternative credibili ad un Guido (Wido) a Lanfranc (Lanfranco, arcivescovo di Canterbury). Tuttavia sin dalla scoperta l'attribuzione è stata sempre contestata, e lo è a tutt'oggi. Per lo storico Frank Barlow, il tono leggermente anti-normanno e le esagerazioni sul contributo dei principi di Piccardia alla conquista dell'Inghilterra, fanno del vescovo di Amiens un buon candidato alla paternità dell'opera.